# سیارک ۲۶۲۶۶
سیارک ۲۶۲۶۶ (به انگلیسی: 26266 Andrewmerrill، نامگذاری:1998RW47)۲۶۲۶۶مین سیارک کشف شده‌است که در ۱۴ سپتامبر ۱۹۹۸ کشف شد.